# Andrias Eriksen
Andrias Høgnason Eriksen (22 febbraio 1994) è un calciatore faroese, difensore del B36 Tórshavn e della nazionale delle Isole Fær Øer.

## Carriera

### Club
Ha giocato nella prima divisione faroese.

### Nazionale
Ha giocato nelle nazionali giovanili faroesi Under-19 ed Under-21.
Ha esordito con la nazionale maggiore l'8 settembre 2019 in una partita valida per le qualificazione al campionato europeo 2020 contro la Spagna, terminata con una netta sconfitta per 0-4

## Palmarès

### Club

#### Competizioni nazionali
- Formuladeildin: 2

B36 Tórshavn: 2014, 2015